# Pseudofruto

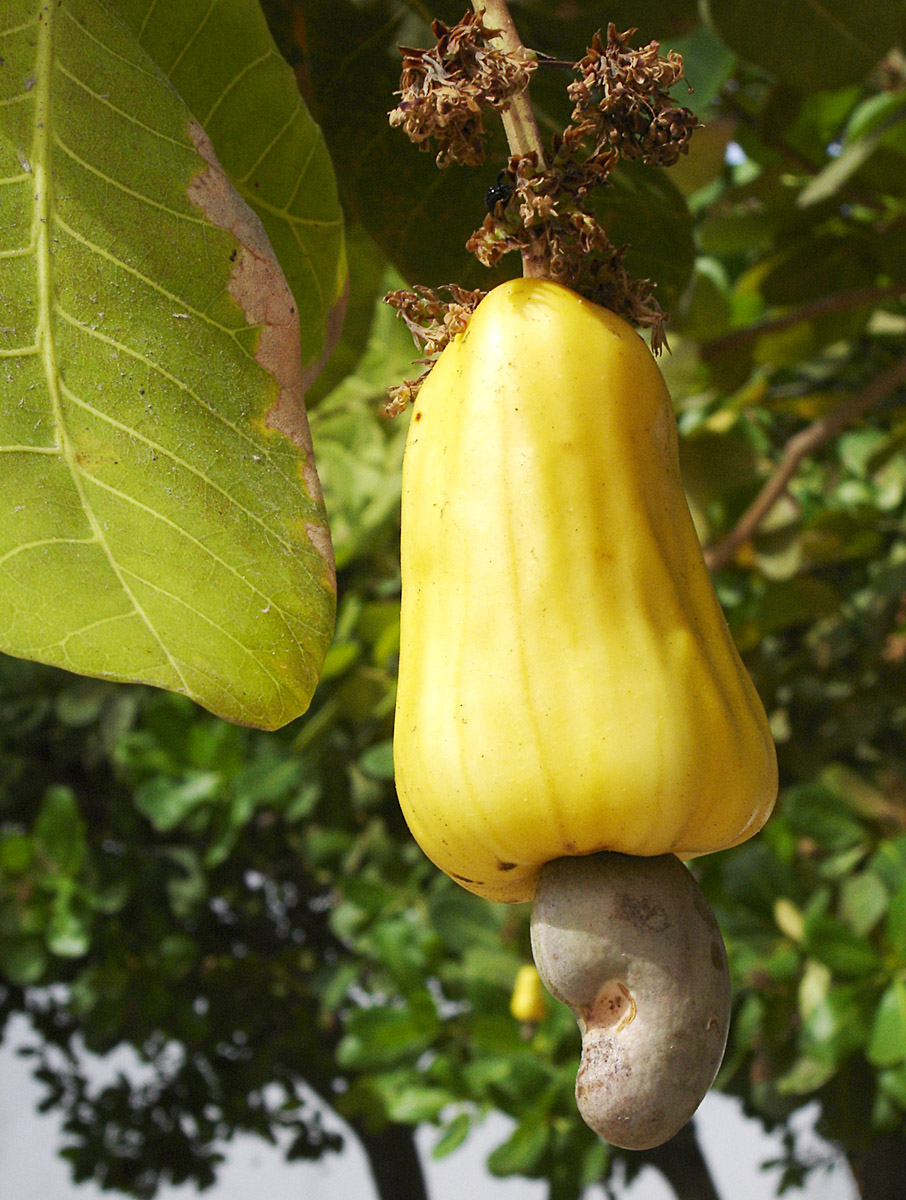
Castaña de cajú, fruto con pseudofruto.

Un pseudofruto, o "fruto falso" es el desarrollo de un tejido vegetal adyacente a una flor que sujeta a un fruto, de forma que éste se asemeja en color y consistencia a un fruto verdadero (que, por definición, proviene del desarrollo del ovario). 
Es una estructura característica de la familia de las anacardiaceae, donde la castaña de cajú es el ejemplo más conocido. El pedúnculo se desarrolla en una estructura carnosa, dulce en algunas variedades, de fuerte color amarillo o anaranjado, que consiste en la parte comestible de la castaña de cajú. La fruta en si es la semilla de la planta en forma de medialuna en su ápice.
Este proceso de desarrollo del pedúnculo también ocurre en ciertas gimnospermas de la familia de las podocarpaceae, donde el pedúnculo en el cual se asienta la semilla sufre un ligero espesamiento y cambio de color y consistencia, atrayendo pájaros. En este caso, curiosamente, no es común el uso de la denominación "pseudofruto" sino el de arilo, probablemente por el hecho de que la planta es una gimnosperma, y por lo tanto no posee un fruto propiamente dicho, sino semilla.
El higo es otro ejemplo de pseudofruto -de hecho, se trata de una estructura hueca con flores en su interior (es decir, una inflorescencia)-. También se consideran frutos falsos, las moras y las frambuesas.
- Datos: Q147545
- Multimedia: Accessory fruit / Q147545